# Myoglossata
Clade
Myoglossata est un clade du sous-ordre des Glossata au sein de l'ordre des lépidoptères. Il regroupe l'infra-ordre des Neopseustina et le clade des Neolepidoptera. 
Myoglossata est considéré comme un clade, c'est-à-dire un groupe d'organismes constitué d'un seul ancêtre commun et de tous ses descendants. Morphologiquement, les Myoglossata sont caractérisés par une innovation évolutive au niveau de leur appareil buccal, à savoir la présence de « muscles galéaux intrinsèques ». Il s'agit de muscles supplémentaires qui se sont développés après que les galeae (de) des lépidoptères primitifs ont évolué en pièces buccales suceuses (proboscis) chez les Glossata.